# Sergei Nikolajewitsch Suchorutschenkow
Sergei Nikolajewitsch Suchorutschenkow (russisch Сергей Николаевич Сухорученков; * 10. August 1956 in Trostnaja, Gebiet Brjansk) ist ein ehemaliger Radrennfahrer aus Russland, der während seiner aktiven Zeit für die Sowjetunion antrat. Suchorutschenkow trainierte beim SKA Kuibyschew unter Anleitung von Wladimir Petrow.

## Sportliche Laufbahn
Sergei Suchorutschenkow betrieb Radsport seit 1970. Er errang bei den Olympischen Sommerspielen 1980 in Moskau im olympischen Straßenrennen die Goldmedaille. Dabei setzte er sich über die Distanz von 189 Kilometern mit einer Zeit von 4:48:28 h durch und lag drei Minuten vor den zeitgleich nächstplatzierten Fahrern, dem Polen Czesław Lang auf dem zweiten Rang sowie seinem Landsmann Juri Barinow als Bronzemedaillengewinner. Mit diesem Sieg wurde er zugleich Straßenweltmeister der Amateure.
Darüber hinaus gewann er zweimal in seiner Karriere die Internationale Friedensfahrt. Bei der Friedensfahrt 1979 war er vor Rundfahrtstart gar nicht für das sowjetische Team vorgesehen. UdSSR-Cheftrainer Wiktor Kapitonow hatte den 21-jährigen Ramasan Galjaletdinow anstelle von Suchorutschenkow nominiert. Sergei Morosow erkrankte jedoch am letzten Tag vor dem Start und wurde durch Sergei Suchorutschenkow ersetzt. Er gewann die Rundfahrt 1979 mit 6:27 Minuten Vorsprung. Darüber hinaus gewann er zwei Etappen und sicherte sich das Grüne Trikot des besten Bergfahrers.
Bei der Friedensfahrt 1981 belegte er den zweiten Platz in der Gesamtwertung hinter seinem Landsmann Schachid Sagretdinow, gewann erneut die Bergwertung und sicherte sich einen Etappensieg. Die Friedensfahrt 1982 beendete er mit fast vier Minuten Rückstand auf dem 17. Platz. Seinen zweiten Gesamtsieg errang er bei der Friedensfahrt 1984, bei der er zudem zum dritten Mal das Grüne Trikot des besten Bergfahrers sowie seine insgesamt vierte Friedensfahrt-Etappe gewann.
Sergei Suchorutschenkow siegte außerdem 1978 bei der Kuba-Rundfahrt, 1978 und 1979 bei der Tour de l’Avenir sowie 1979 und 1981 beim Giro delle Regioni.

## Ehrungen
1980 und 1981 wurde Suchorutschenkow von der Union Cycliste Internationale (UCI) als bester Amateur mit der Palmes d’or Merlin Plage ausgezeichnet.

## Privates
Sergei Suchorutschenkow ist der Vater der Radrennfahrerin Olga Sabelinskaja (* 1980).